# 具注暦
具注暦（ぐちゅうれき）とは、日本の朝廷の陰陽寮が作成し頒布していた暦である。

## 概要
吉凶判断のための様々な暦注が記載されていたことから、注が具（つぶさ）に記入されているということで、このように呼ばれる。巻暦の体裁で、漢字のみで記される。基本的には上段に日付・干支・納音・十二直などの基本的な項目・暦注が記載され、中段には二十四節気・七十二候などが、下段にはその他の暦注が記載され、半年分で1巻とされた。
現存する最古の具注暦のうち、紙に書かれたものは正倉院文書の天平18年（746年）暦である。
奈良時代から具注暦に日記を書く習慣が生まれ、平安時代には余白部分が拡大されるようになる。藤原道長の日記が書き込まれた具注暦は『御堂関白記』と呼ばれ、国宝となっている。
鎌倉時代後期を過ぎると仮名暦の登場によって衰退するが、それでも公式の暦として重んじられた。江戸時代には、実用よりも公家や大名の「ステータスシンボル」として作られることが多くなった。
明治改暦による太陽暦への移行によって仮名暦ともども廃絶した。